# جيم ووكر (مجدف)
جيم ووكر (بالإنجليزية: James David Campbell Walker)‏ هو مجدف بريطاني، ولد في 25 أغسطس 1968 في تشستر في المملكة المتحدة.

## وصلات خارجية
- جيم ووكر على موقع الاتحاد الدولي للتجديف (الإنجليزية)
- جيم ووكر على موقع أوليمبيديا (الإنجليزية)
- جيم ووكر على موقع اللجنة الأولمبية البريطانية (الإنجليزية)